# Kotowo (Grodzisk Wielkopolski)
Pour les articles homonymes, voir Kotowo.
Kotowo (prononciation : [kɔˈtɔvɔ]) est un village polonais de la gmina de Granowo dans le powiat de Grodzisk Wielkopolski de la voïvodie de Grande-Pologne dans le centre-ouest de la Pologne.
Il se situe à environ 4 kilomètres à l'ouest de Granowo (siège de la gmina), à 9 kilomètres à l'est de Grodzisk Wielkopolski (siège de la gmina et du powiat) et à 36 kilomètres au sud-ouest de Poznań (capitale régionale).

## Histoire
De 1793 à 1918, Kotowo fait partie de l'arrondissement de Kosten jusqu'en 1818 puis de l'arrondissement de Buk jusqu'en 1887 puis de l'arrondissement de Grätz dans le district de Posen au sein de la province de Posnanie.
De 1975 à 1998, le village faisait partie du territoire de la voïvodie de Poznań.

Depuis 1999, Kotowo est situé dans la voïvodie de Grande-Pologne.